# Burntwood
Burntwood est une ville anglaise du Staffordshire.
Sa population était de 26 049 habitants en 2011.